# Trinycteris nicefori
Trinycteris nicefori — вид родини листконосові (Phyllostomidae), ссавець ряду лиликоподібні (Vespertilioniformes, seu Chiroptera).

## Морфологічні та генетичні особливості
Кажан малого розміру із загальною довжиною 55—68 мм, довжина передпліччя між 36 і 41 мм, довжину хвоста від 9 до 13 мм, довжина ступні між 12 і 14 мм, довжина вух від 17 до 20 мм і масою до 8.9 грама. Шерсть коротка і гладка. Спина від темно-коричневого до коричнево-жовтого, іноді яскраво-оранжевого кольору. Низ жовтувато-сірий. Є темна маска навколо очей. Вуха помірно великі, загострені, відокремлені. Хвіст короткий. Зубна формула: 2/2, 1/1, 2/3, 3/3 = 34. Каріотип, 2n=28 FN=52.

## Екологія
Влаштовує сідала в дуплах дерев та будівлях. Цей вид, здається, найбільш активний протягом години після заходу сонця і за годину до світанку. Харчується комахами та фруктами.

## Середовище проживання
Країни проживання: Беліз, Болівія, Бразилія, Колумбія, Коста-Рика, Французька Гвіана, Гватемала, Гаяна, Мексика, Нікарагуа, Панама, Перу, Суринам, Тринідад і Тобаго, Венесуела. Живе від низовин до 1000 м над рівнем моря в вічнозелених і сухих листяних лісах низовини. 